# Pöchlarn
Pöchlarn – miasto w Austrii, w kraju związkowym Dolna Austria, w powiecie Melk. Liczy 3 914 mieszkańców (1 stycznia 2014).

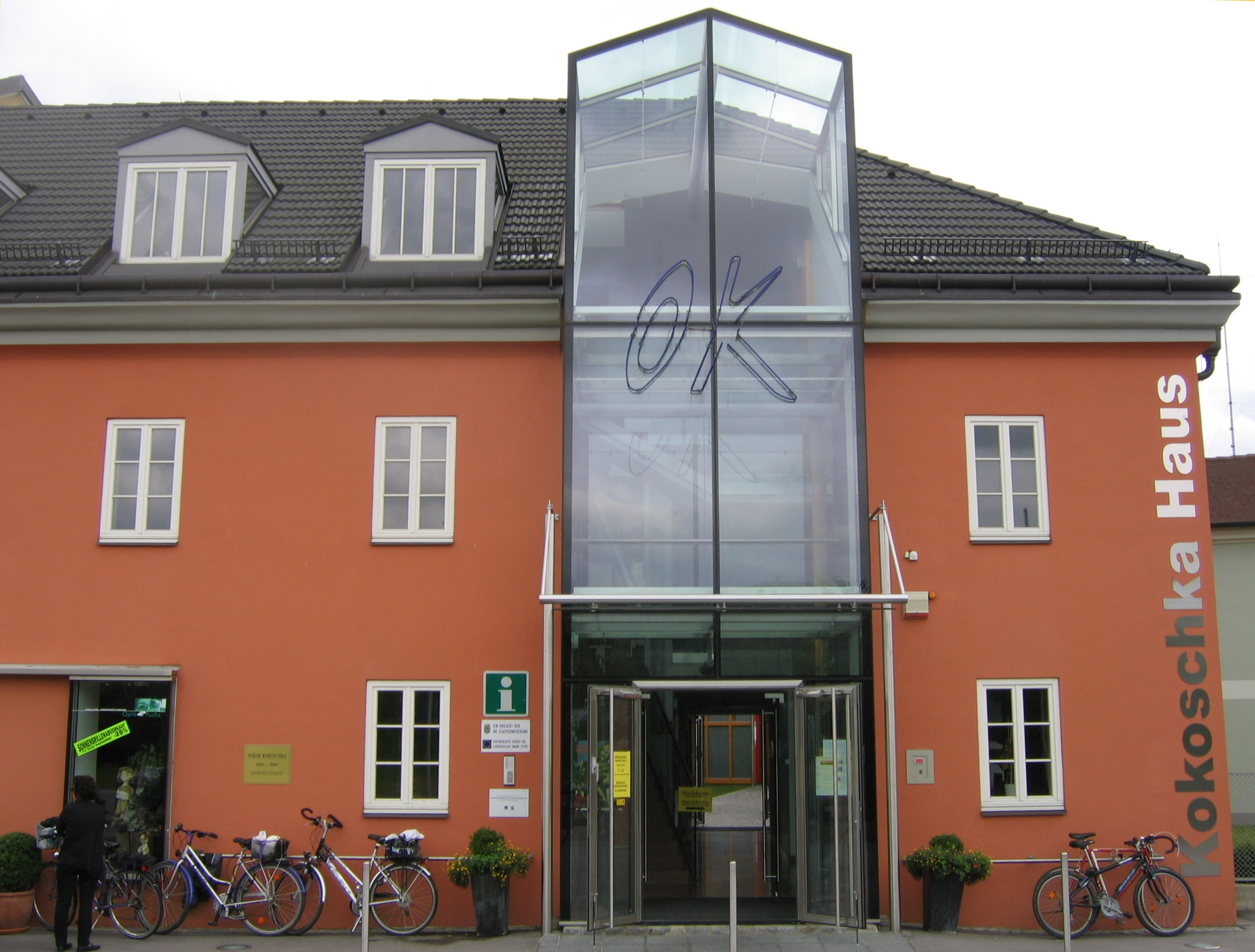
Dom, w którym urodził się Oskar Kokoschka

## Osoby urodzone w Pöchlarn
- Oskar Kokoschka, malarz, poeta i grafik

## Współpraca
Miejscowość partnerska:
- Riedlingen, Niemcy